# 夢花月
『夢花月』 (ゆめかげつ) は、2009年4月に山佐から発売されたパチスロ（5号機）。花月シリーズとしては花月、梅花月に続く3機種目。

## 概要
- ボーナスとART「花月乱舞」でコインを増やすゲーム性。
- ライン数は中段一直線のみの1ライン機。
- 天井機能は未搭載。
- 小役はフリー打ちでも取りこぼしはない。
- 通常時は最初に左リールを止めないとART抽選をしないというペナルティがある。

## ボーナス
- ビッグのみで210枚獲得できる。
- ボーナス後、必ずARTに突入する。また、ART継続ゲーム数も多いゲーム数が選ばれやすい。
- 確率は設定6でも992分の1とかなり低い。

## ART「花月乱舞」
- ビッグ後及び通常時のチャンスリプレイ時の抽選に当たると突入する。
- 1ゲームあたり1.5枚の増加が見込まれる。
- 継続ゲームは33G、77G、111G、333G、555G、777G、999Gの7種類。
- ART中にもチャンスリプレイが揃うと上乗せ抽選がおこなわれる。
- ART中にビッグを引いた場合はARTは一時終わるがビッグ終了後再開される。
- ART中にパンク役であるシングルボーナスを揃えたり、10枚役を取りこぼすとATに格下げされるがチャンスリプレイが揃うとARTに復活する。
- パンク役成立時は液晶に表示され、いずれかのリールに黒バーを目押しすることで簡単に回避できる。

## 通常時
- 通常時はART抽選の高確率状態と低確率状態のいずれかを移行する。
- 主に10枚役の一部やチャンスリプレイで高確率状態に移行する。
- 通常リプレイで低確率状態に移行する可能性がある。
- 液晶が夜や夕方であれば高確率状態の可能性が高いが、必ずしも内部状態とリンクしているわけではない。
- チャンスリプレイを引くことでARTの抽選をおこなう。